# Wayne Lobsinger
Wayne Lawrence Lobsinger (ur. 1 grudnia 1966 w Kitchener) – kanadyjski duchowny katolicki, biskup pomocniczy Hamilton od 2021.

## Życiorys

### Prezbiterat
Święcenia kapłańskie przyjął 7 maja 1994 i został inkardynowany do diecezji Hamilton. Pracował głównie jako duszpasterz parafialny i jako diecezjalny ojciec duchowny Legionu Maryi. W latach 2014–2020 był wikariuszem biskupim ds. życia konsekrowanego.

### Episkopat
21 listopada 2020 papież Franciszek mianował go biskupem pomocniczym diecezji Hamilton oraz biskupem tytularnym Gemellae in Numidia. Sakry udzielił mu 18 kwietnia 2021 biskup Douglas Crosby.